# ارسولی
ارسولی (به ایتالیایی: Arsoli) یک کومونه در ایتالیا است که در استان رم واقع شده‌است.

## خصوصیات
ارسولی ۱۲٫۱۳ کیلومترمربع مساحت و ۱٬۶۷۰ نفر جمعیت دارد و ۴۷۰ متر بالاتر از سطح دریا واقع شده‌است.

## خواهرخوانده
شهر موستار خواهرخواندهٔ ارسولی هست.